# Xã Thunder Lake, Quận Cass, Minnesota
Xã Thunder Lake (tiếng Anh: Thunder Lake Township) là một xã thuộc quận Cass, tiểu bang Minnesota, Hoa Kỳ. Năm 2010, dân số của xã này là 272 người.